# Jakob Schrenck von Notzing

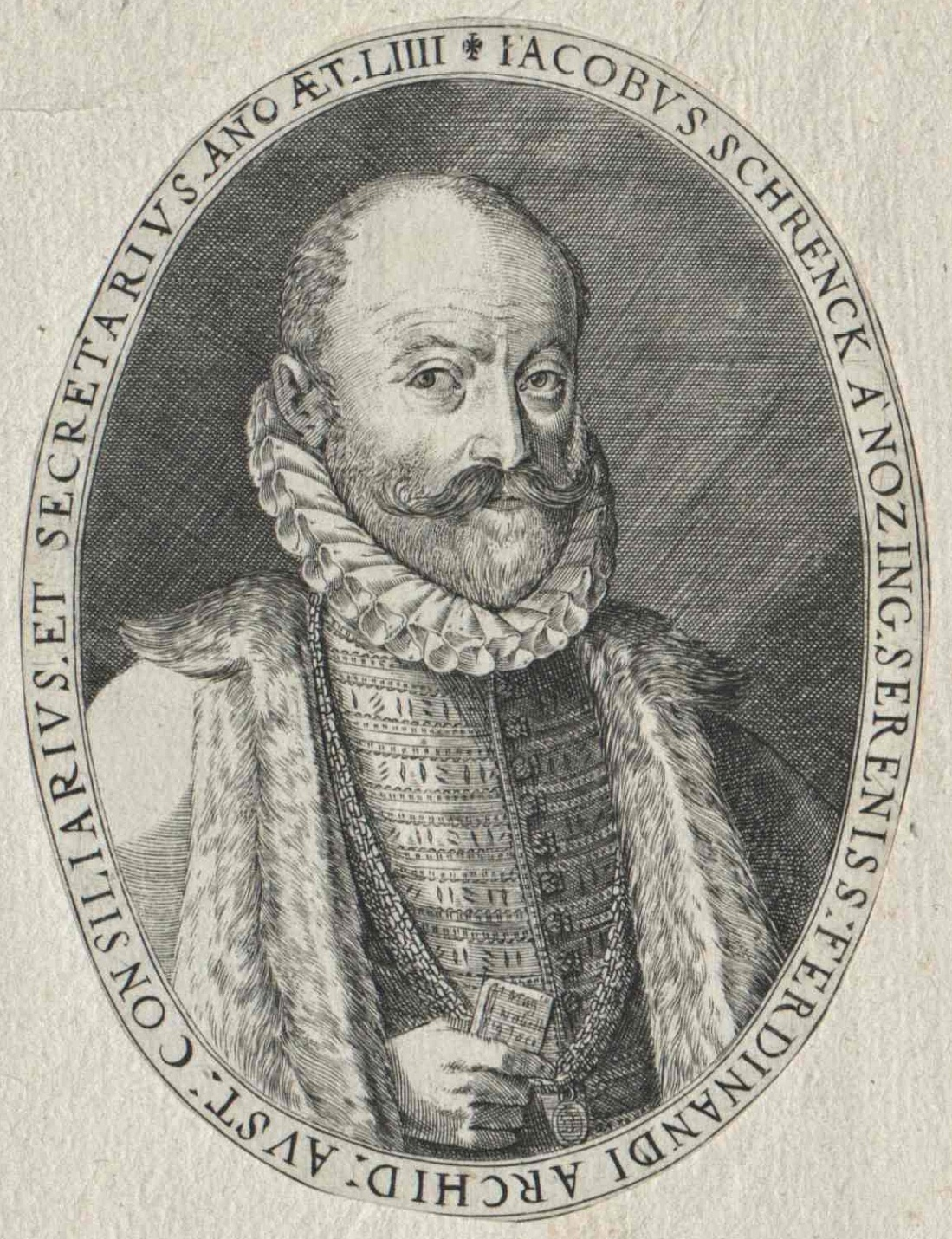
Jakob Schrenck von Notzing

Jakob Schrenck von Notzing (* 12. Juni 1539; † 16. Oktober 1612 in Innsbruck) war ein bayerischer Adeliger und Historiker in österreichischen Diensten.

## Leben
Er entstammte dem alten bayerischen Adelsgeschlecht Schrenck von Notzing und war der Sohn des herzoglichen Pflegers zu Eggmühl und früheren Proviantmeisters Kaiser Karl V., Bartlmä (Bartholomäus) Schrenck von Notzing (1508–1576). Sein jüngerer Bruder, Oktavian August Schrenck von Notzing (1547–1592), amtierte als Kanzler der Bistümer Regensburg und Würzburg sowie als Domherr in Freising. 
Jakob Schrenck von Notzing trat 1565 in den Dienst Herzog Ferdinand II. von Tirol (1529–1595). Er wurde dessen Rat, Geheimsekretär und Kammerdiener, ebenso der Sekretär seiner Gattin Philippine Welser (1527–1580), welche seine Cousine war.
Auf seinem Wohnsitz Schloss Ambras legte der Herzog eine umfangreiche historische Sammlung an, die bis heute existiert; darunter auch eine Kollektion von Rüstungen berühmter Männer des 15. und 16. Jahrhunderts. Seinen Sekretär und historischen Mitarbeiter Jakob Schrenck von Notzing beauftragte er mit der Erstellung eines Bildinventars dieser sogenannten „Heldenrüstkammer“, um ein Buch darüber herauszugeben. Der Augsburger Kupferstecher Dominicus Custos, fertigte nach Entwürfen von Giovanni Battista Fontana die Illustrationen. Noch bevor das Werk vollendet werden konnte, starb Herzog Ferdinand II. 1595. 
Jakob Schrenck von Notzing setzte die Arbeit fort und publizierte das Buch „Armamentarium Heroicum“ 1601 in lateinischer und 1603 in deutscher Ausgabe. Schrenck von Notzing verfasste auch die darin enthaltenen Lebensbeschreibungen der dargestellten Persönlichkeiten. Das Werk wurde 1735 nochmals in Nürnberg unter dem Titel „Ambraßische Heldenkammer“ neu aufgelegt, jedoch mit verkleinerten Abbildungen.
Jacob Schrenck von Notzing starb 1612 auf Schloss Ambras in Tirol. Sein „Armamentarium Heroicum“ gilt als der erste gedruckte und illustrierte Museumskatalog der Welt.

## Werke
- Armamentarium Heroicum Ambrasianum A Ferdinando Archiduce Austriae Etc. Splendide Et Sumtuose Instructum. Innsbruck 1601 (Latein). Neuauflage 1735 (gdz.sub.uni-goettingen.de).
- Der Aller Durchleuchtigisten und Grossmächtigen Kayser, Fürsten, Grafen, Herren, vom Adel wahrhafftige Bildtnussen und kurtze Beschreibungen ihrer Thaten und Handlungen: Deren Waffen und Rüstungen zum Theil gantz, zum Theil stuckweiß fast auß allen Landen der Welt, theils mit grosser Mühe und Kosten zusammen gebracht. Innsbruck 1603.
- Ambraßische Helden-Rüst-Kammer, welche von Ferdinanden, Erzherzogen zu Oesterreich, herrlich angerichtet, von Jacob Schrencken von Notzing in Lateinischer Sprache, von Johann Engelberten Noyse von Lampenhouten aber in Teutscher Ubersetzung historisch beschrieben, und in wiederholter Ausgabe erneuert worden von Johann David Köhlern. Nürnberg 1735 (eingeschränkte Vorschau in der Google-Buchsuche).